# 美鈴町
美鈴町（みすずちょう）は、兵庫県伊丹市の町名。現行行政地名は美鈴町一丁目から美鈴町五丁目。住居表示は未実施(地番整理済み)。2011年（平成23年）10月1日現在の人口は1,521人。郵便番号664-0884。

## 地理
伊丹市南部。北を昆陽泉町、北東の一点を昆陽東、東を鈴原町、南東の一点を南鈴原、南を南野北、西を堀池と接する。
小学校の校区は伊丹市立摂陽小学校と鈴原小学校に分かれている。中学校は全域が笹原中学校の校区に属する。

## 歴史
1966年（昭和41年）に昆陽・堀池・南野の一部を分離して町名変更を実施し、美鈴町1〜5丁目が成立した。

### 町名の由来
住民の発案で、隣接する鈴原町の「鈴」に「美」を付けて命名された。典型的な瑞祥地名である。

## 交通
町内に鉄道は走っておらず、東に約1.4キロメートル離れた阪急伊丹線新伊丹駅が最寄り駅となる。
伊丹市バスでは、町の東側を走る兵庫県道142号線沿いに美鈴町停留所を設置している。また、近接する堀池口停留所も利用圏内である。

## 施設
- 伊丹市共同利用施設美鈴センター
- 伊丹美鈴郵便局